# Abele Conigli
Abele Conigli (Spilamberto, 19 gennaio 1913 – Scapriano, 14 marzo 2005) è stato un vescovo cattolico italiano.

## Biografia
Nasce a San Vito, frazione di Spilamberto, in provincia ed arcidiocesi di Modena, il 19 gennaio 1913. Viene battezzato lo stesso giorno nella chiesa di Sant'Adriano III papa.

### Formazione e ministero sacerdotale
Entrato nel seminario di Modena nel 1928, nel 1931 passa al Pontificio seminario lombardo di Roma, dove frequenta la Pontificia Università Gregoriana; completa qui gli studi in teologia, conseguendo la licenza nel 1939.
Il 24 agosto 1935 è ordinato presbitero.
Rimane a Roma per terminare gli studi; rientrato in diocesi, è docente di liturgia, lingua greca e filosofia nel seminario diocesano. Qui, per alcuni anni è collega di don Elio Monari, poi impegnato nella lotta di Resistenza e fucilato dai tedeschi a Firenze il 16 luglio 1944. Inoltre, è segretario degli arcivescovi Giuseppe Antonio Bussolari e Cesare Boccoleri, succedendo nella carica allo zio don Marino Bergonzini, di soli sei anni più grande di lui e futuro vescovo; nel 1957 è nominato delegato dell'arcivescovo Giuseppe Amici, che poi lo sceglie quale vicario generale dell'arcidiocesi di Modena.

### Ministero episcopale

#### Vescovo di Sansepolcro
Il 2 maggio 1963 papa Giovanni XXIII lo nomina vescovo di Sansepolcro; succede a Domenico Bornigia, deceduto il 10 marzo. Il 9 giugno successivo riceve l'ordinazione episcopale dall'arcivescovo Giuseppe Amici, co-consacranti i vescovi Artemio Prati e Marino Bergonzini. Il 15 giugno prende possesso della diocesi.
In diocesi si occupa subito della riforma liturgica, segue con grande attenzione gli ambiti della catechesi e delle comunicazioni sociali, favorisce lo sviluppo di specifici ambiti pastorali per i giovani, le famiglie, il mondo della scuola e università e quello del lavoro. Promuove anche la costruzione di nuove strutture pastorali nei quartieri di recente urbanizzazione. Nel 1966 riforma l'organizzazione del seminario vescovile e favorisce la nascita di una comunità presbiterale, tra le prime in Italia, alla quale affida la parrocchia della Cattedrale. L'11 dicembre 1966 si riunisce per la prima volta il Consiglio pastorale diocesano. Stimola inoltre la costituzione di un gruppo di sacerdoti diocesani, i quali, nel 1967, partono missionari per il Brasile (a Goiânia).
Tra 1963 e 1965 partecipa a tutte le sessioni del Concilio Vaticano II. Suoi diretti collaboratori a Roma sono don Battista Gregoria prima e don Giuseppe (Pino) Sampaoli poi. Durante la sua partecipazione ai lavori del concilio sottoscrive alcuni emendamenti al testo della costituzione pastorale sulla Chiesa nel mondo contemporaneo Gaudium et Spes: le osservazioni sulla conferenza episcopale nazionale insieme, fra gli altri, ai vescovi Paolo Babini di Forlì, Siro Silvestri di Foligno, Faustino Baldini di Massa Marittima, Raffaele Baratta di Perugia, Giuseppe Amici di Modena, Marino Bergonzini di Volterra, Giuseppe Fenocchio di Apuania; l'intervento dell'arcivescovo Ugo Poletti del 12 ottobre 1965, insieme ad altri 133 vescovi; l'intervento dell'arcivescovo eletto di Torino, Michele Pellegrino, insieme ad altri 157 vescovi, di cui 12 cardinali il 26 ottobre 1965. Partecipa poi alla sottoscrizione agli atti conclusivi delle sessioni pubbliche del 4 dicembre 1963 (costituzione apostolica Sacrosanctum Concilium e decreto conciliare Inter Mirifica), del 21 dicembre 1964 (costituzione dogmatica Lumen Gentium), del 28 ottobre 1965 (decreti L'ufficio pastorale dei Vescovi, Il rinnovamento della vita religiosa, La formazione sacerdotale; dichiarazioni La educazione cristiana, Relazioni della Chiesa con le religioni non cristiane), del 18 novembre 1965 (costituzione Dei Verbum, decreto Apostolicam Actuositatem), del 7 dicembre 1965 (costituzione Gaudium et Spes; decreti Il ministero e la vita sacerdotale, L'attività missionaria della Chiesa; dichiarazione La libertà religiosa).
Si rivela immediatamente tra i vescovi italiani più attivi nell'avviare nella propria diocesi le riforme conciliari, a partire da quella liturgica. In un documento pastorale scrive: «L'attuazione del Concilio nella Comunità diocesana mi sta a cuore sopra ogni altra cosa». Alla fine del 1966 istituisce il Consiglio presbiterale e il Consiglio pastorale. La sua partecipazione al Concilio e lo stile con cui promuove l'avvio del rinnovamento della vita ecclesiale e dell'attività pastorale nella diocesi di Sansepolcro sono molto simili a quelli dell'arcivescovo di Lucca Enrico Bartoletti, figura di spicco della Chiesa italiana del tempo.
Il 21 giugno 1965 approva canonicamente, come associazione di fedeli, il Gruppo Seguimi, di cui è cofondatore insieme al clarettiano padre Anastasio Gutiérrez, al quale aderisce anche don Agostino Vallini, poi vescovo e cardinale vicario per la diocesi di Roma. Attualmente il gruppo ha sede a Roma ed è presente in Italia e all'estero. L'apertura verso le nuove esperienze religiose laicali porta mons. Conigli a dedicare attenzione anche alle esperienze di Nomadelfia, promossa da don Zeno Saltini, e Gioventù Studentesca, fondata da don Luigi Giussani.

#### Vescovo di Teramo e Atri
Il 16 febbraio 1967 papa Paolo VI lo nomina vescovo di Teramo e Atri, sedi unite aeque principaliter; succede a Stanislao Amilcare Battistelli, dimessosi per raggiunti limiti di età. Il 31 marzo 1967 lascia Sansepolcro.
Anche nelle due diocesi abruzzesi si impegna molto per l'attuazione delle riforme del Concilio Vaticano II, specialmente nella liturgia, nell'apostolato dei laici e nella missione in Burundi. Non decolla il Consiglio pastorale diocesano, nonostante i suoi due tentativi operati, ma dal 1977 prende avvio l'esperienza delle Giornate diocesane. Si interessa anche della costruzione di nuove chiese nelle borgate più popolose e di recente edificazione: già il 5 maggio 1968, ad esempio, pone la prima pietra della nuova chiesa di Santa Lucia nell'omonima contrada di Roseto degli Abruzzi, inaugurata nel Natale del 1970, in stile contemporaneo.
Il 30 giugno 1985 accoglie papa Giovanni Paolo II, in visita alla diocesi in occasione della chiusura del Congresso eucaristico diocesano.
Il 30 settembre 1986 è confermato vescovo della nuova diocesi di Teramo-Atri, risultante dalla piena unione delle due precedenti diocesi.
Il 31 dicembre 1988 papa Giovanni Paolo II accoglie la sua rinuncia, presentata per raggiunti limiti di età; gli succede mons. Antonio Nuzzi, fino ad allora arcivescovo di Sant'Angelo dei Lombardi-Conza-Nusco-Bisaccia.
Il 14 marzo 2005, all'età di novantadue anni e due mesi, muore nella sua casa di Scapriano, località a pochi chilometri da Teramo, dopo quarantun anni e otto mesi di episcopato e sessantanove anni e sei mesi di presbiterato.

### La memoria
Nel 2013 la ricorrenza del centenario della nascita e del cinquantenario dell'elezione e ordinazione episcopale ha offerto a tutte e tre le diocesi nelle quali mons. Conigli ha vissuto l'occasione per commemorarne la figura e studiarne l'azione pastorale.
Nell'arcidiocesi di Modena-Nonantola il 20 gennaio è stato commemorato il centenario del battesimo con una celebrazione eucaristica nella chiesa di San Vito di Spilamberto, presieduta dal suo concittadino Enrico Solmi, vescovo di Parma.
Nella diocesi di Teramo-Atri le celebrazioni si sono svolte nella cornice dell'Anno della fede, indetto in occasione del 50º anniversario dell'apertura del Concilio Vaticano II, di cui proprio il vescovo Conigli è stato uno dei più convinti attuatori. Ciò è emerso dai lavori del convegno celebrato a Teramo nei giorni 18-19 gennaio 2013, con la partecipazione del cardinale Angelo Scola, arcivescovo di Milano. La duplice ricorrenza ha offerto lo spunto per la pubblicazione del volume di Giovanni Giorgio, Il Vaticano II a Teramo: vent'anni con Padre Abele Conigli.
Il 30 novembre a Sansepolcro, su iniziativa della diocesi, si è tenuto un convegno dal titolo Il vescovo Abele Conigli e il Concilio Vaticano II con l'intervento dell'arcivescovo Riccardo Fontana e le relazioni dei professori Alberto Melloni, Paolo Trionfini, Donatella Pagliacci e Andrea Czortek.
Nel 2014 gli è stata intitolata la nuova piazza della chiesa di Colleparco a Teramo.

## Opere
- Statuto dell'ufficio catechistico diocesano, Teramo, Ars et Labor, 1970.
- Andrea Czortek (a cura di), Abele Conigli, Scritti pastorali 1963-1967, Sansepolcro, 2015. URL consultato il 19 febbraio 2020.

## Genealogia episcopale
La genealogia episcopale è:
- Cardinale Scipione Rebiba
- Cardinale Giulio Antonio Santori
- Cardinale Girolamo Bernerio, O.P.
- Arcivescovo Galeazzo Sanvitale
- Cardinale Ludovico Ludovisi
- Cardinale Luigi Caetani
- Cardinale Ulderico Carpegna
- Cardinale Paluzzo Paluzzi Altieri degli Albertoni
- Papa Benedetto XIII
- Papa Benedetto XIV
- Papa Clemente XIII
- Cardinale Marcantonio Colonna
- Cardinale Giacinto Sigismondo Gerdil, B.
- Cardinale Giulio Maria della Somaglia
- Cardinale Carlo Odescalchi, S.I.
- Cardinale Costantino Patrizi Naro
- Cardinale Lucido Maria Parocchi
- Cardinale Andrea Carlo Ferrari
- Vescovo Pietro Calchi Novati
- Arcivescovo Giuseppe Amici
- Vescovo Abele Conigli